# Ernst-Thälmann-Straße 4 (Gardelegen)

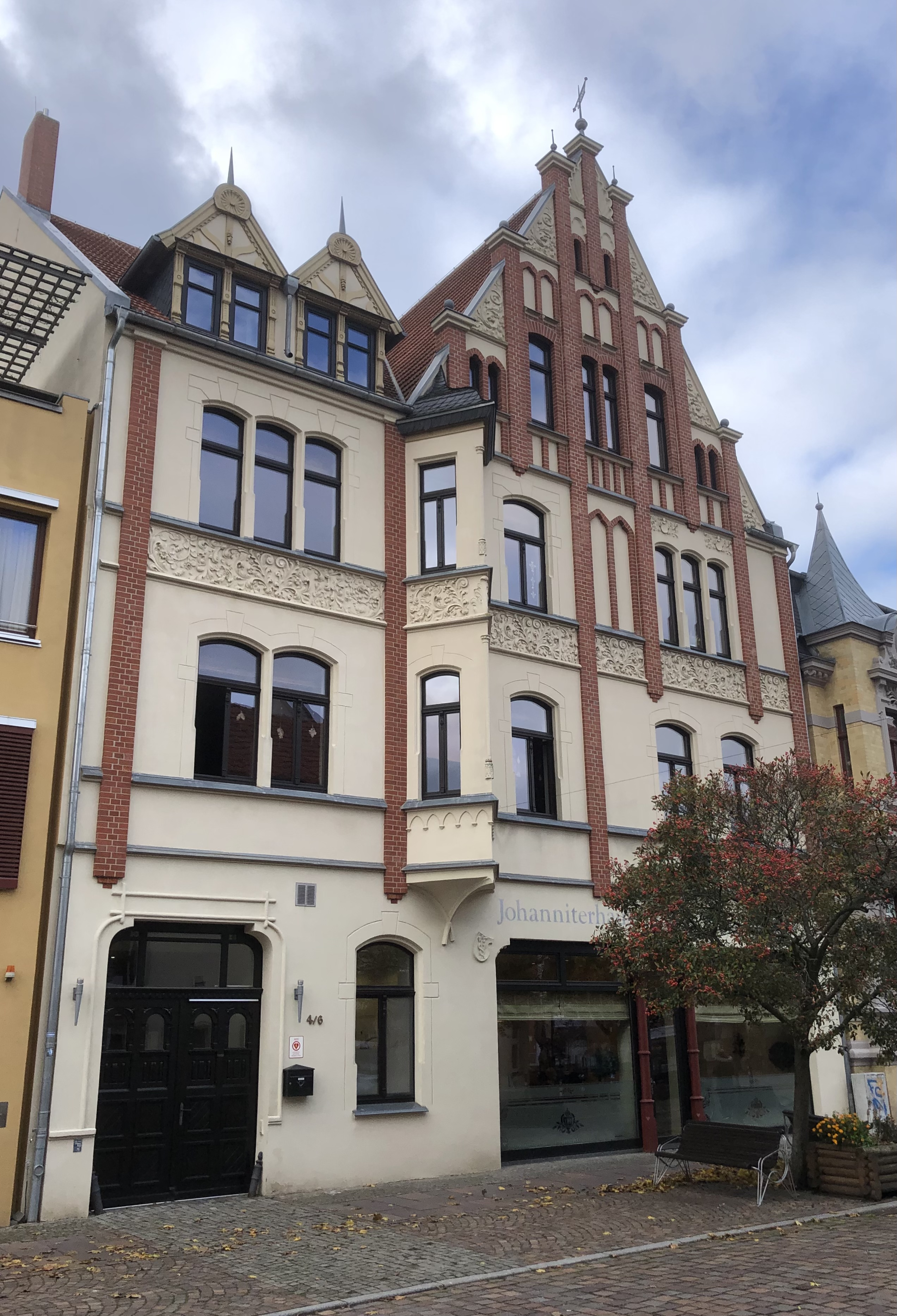
Ernst-Thälmann-Straße 4, 6 im Jahr 2021

Das Gebäude Ernst-Thälmann-Straße 4 ist ein denkmalgeschütztes Wohn- und Geschäftshaus in Gardelegen in Sachsen-Anhalt. 

## Lage
Das Gebäude befindet sich in der Innenstadt von Gardelegen auf der Westseite der Ernst-Thälmann-Straße.

## Architektur und Geschichte
Der dreigeschossige zum Teil verputzte Bau entstand massiv in Ziegelbauweise in der Zeit um das Jahr 1900. Die Gestaltung erfolgte im Stil der Neogotik, wobei spätgotische Formen zitiert wurden. Bemerkenswert ist ein unterhalb eines Anbaus befindlicher Keller mit Kreuzgratgewölbe, der auf das 14./15. Jahrhundert zurückgeht.
Im örtlichen Denkmalverzeichnis ist das Wohn- und Geschäftshaus unter der Erfassungsnummer 094 86840 als Baudenkmal eingetragen.